# Ernst Weber (General)
Ernst Weber (* 25. März 1895 in Emmendingen; † 27. Oktober 1969 in München) war ein deutscher Offizier, zuletzt Generalmajor der Luftwaffe im Zweiten Weltkrieg.

## Leben
Weber trat am 3. September 1914 während des Ersten Weltkriegs als Fahnenjunker in das 5. Badische Infanterie-Regiment Nr. 113 der Preußischen Armee in Freiburg im Breisgau ein. Nach seiner Ausbildung wurde er dem Regiment an der Westfront überwiesen, wo Weber an den Stellungskämpfen in Flandern und Artois sowie den Schlachten bei La Bassée und Arras teilnahm. Am 1. Oktober 1915 zum Leutnant befördert, kämpfte er als Zug- und Kompanieführer in der Herbstschlacht in der Champagne und lag anschließend in den dortigen Stellungskämpfen. Im Verlauf des Jahres 1916 absolvierte Weber eine Fliegerbeobachterausbildung, die er 1917 abschloss. Bis Kriegsende setzte man ihn dann bei der Fernaufklärungs-Fliegerabteilung 6 ein. Für seine Leistungen während des Krieges hatte man ihn mit beiden Klassen des Eisernen Kreuzes, dem Ritterkreuz II. Klasse des Ordens vom Zähringer Löwen mit Schwertern sowie der Badischen Verdienstmedaille in Silber ausgezeichnet.
Nach dem Waffenstillstand von Compiègne und der Demobilisierung dieser Abteilungen wurde Weber in sein Stammregiment rückversetzt. Nachdem auch dieses Regiment demobilisiert worden war, schloss er sich dem Badischen Freiwilligen-Bataillon V an. Mit der Übernahme dieses Freikorps in die Vorläufige Reichswehr kam Weber im Juni 1919 zur I. Abteilung des Reichswehr-Artillerie-Regiments 20. Vom 1. Oktober 1920 bis zum 31. Dezember 1922 agierte er als Nachrichtenoffizier im Stab des III. Bataillons des Infanterie-Regiments 3 bzw. später im Stab des I. Bataillons des Infanterie-Regiments 2. Ab 1. Januar 1923 diente Weber als Kompanieoffizier und Zugführer im 14. (Badisches) Infanterie-Regiments. Später war er als Nachrichtenoffizier tätig, wurde am 1. April 1925 Oberleutnant sowie am 1. Oktober 1931 Hauptmann. Als solcher war Weber bis Ende Dezember 1933 Kompaniechef.
Zum 1. Januar 1934 trat Weber als Hauptmann der im geheimen Aufbau befindlichen Luftwaffe bei und war bis 1934 Offizier z. b. V. im Reichsluftfahrtministerium (RLM). Im Verlaufe dieses Jahres erfolgte seine Kommandierung an die Kampffliegerschule in Lechfeld, wo er als Waffen- und Bombenlehrer sowie als Kompaniechef unterrichtete. Zum 1. April 1935 wurde er zum Staffelkapitän und Gruppenkommandeur im Kampfgeschwader 155 ernannt und am 1. Juni 1935 zum Major befördert. Ab 1. März 1937 war Weber Leiter der Gruppe „Ausbildung“ im Kommando der Fliegerschulen und Ersatzabteilungen V, später beim Höheren Flieger-Ausbildungs-Kommando 7.
Diese Stellung hatte er als Oberstleutnant, bzw. seit 1. Juni 1940 als Oberst über den Beginn des Zweiten Weltkriegs bis zum 29. Juli 1940 inne. Anschließend wurde Ernst Weber zum Kommandeur des Flieger-Regiments 21 ernannt, das er bis September 1942 kommandierte. Im Anschluss war er Führer des Aufstellungsstabes der 6. Luftwaffen-Felddivision. Am 17. November 1942 übernahm er als Kommandeur die Führung des Flieger-Regiments 53, welches er bis Ende November 1943 führte. Danach kehrte Weber in das Reichsluftfahrtministerium nach Berlin zurück und fungierte bis 1944 zunächst als Flieger-Inspizient und später als General z. b. V. beim Generalquartiermeister der Luftwaffe im RLM. Als Generalmajor wurde Weber 1944 Kommandeur der Luftgautruppen 3. Bei Kriegsende geriet er in britische Kriegsgefangenschaft, aus der er am 5. März 1948 wieder entlassen wurde. Im Oktober 1969 verstarb Ernst Weber in München im Alter von 74 Jahren.